# كأس العالم لكرة الصالات للسيدات 2025
كأس العالم لكرة الصالات للسيدات 2025 هي النسخة الافتتاحية المخطط لها من كأس العالم لكرة الصالات للسيدات، وهي بطولة دولية في كرة الصالات ينظمها الفيفا. من المقرر أن تستضيف الفلبين النسخة الأولى من البطولة في الفترة من 21 نوفمبر إلى 7 ديسمبر.

## اختيار الدولة المضيفة
أُعلن عن كأس العالم لكرة الصالات للسيدات لأول مرة من قبل الفيفا في ديسمبر 2022. تبع ذلك إعلان عدة دول عن اهتمامها باستضافة البطولة، بما في ذلك فنلندا.
في 15 مايو 2024، مُنحت الفلبين حقوق استضافة البطولة، متفوقةً على دول أخرى قدمت عروض الاستضافة، منها البرازيل، إيطاليا، وإسبانيا.
اُستشهد بالملاعب الداخلية في الفلبين ونجاحها في تنظيم كأس العالم لكرة السلة 2023 كأسباب لاختيارها لاستضافة الحدث.
ستكون هذه المرة الأولى التي تستضيف فيها الفلبين حدثًا تابعًا للفيفا، كما ستكون ثاني بطولة نسائية تابعة للفيفا تُقام في جنوب شرق آسيا، بعد بطولة كأس العالم للسيدات تحت 19 سنة 2004 التي أقيمت في تايلاند. بالإضافة إلى ذلك، ستكون هذه ثاني بطولة كأس عالم لكرة الصالات تُقام في المنطقة منذ كأس العالم لكرة الصالات 2012 التي استضافتها تايلاند أيضًا.

## النظام
سيتم تقسيم الفرق الـ16 إلى أربع مجموعات، تضم كل منها أربعة فرق. سيتأهل الفريقان الأول والثاني من كل مجموعة إلى مرحلة خروج المغلوب، والتي تشمل ربع النهائي، نصف النهائي، مباراة تحديد المركز الثالث، والمباراة النهائية.

## التصفيات

المنتخبات المتأهلة
لم يتحدد بعد
منتخبات لم تتأهل
منتخبات موقوفة
لم تشارك
ليس عضوًا في الفيفا.

إلى جانب الدولة المضيفة الفلبين، ستشهد النسخة الافتتاحية من كأس العالم لكرة الصالات للسيدات 2025 مشاركة 3 منتخبات من آسيا (الاتحاد الآسيوي لكرة القدم)، وفريقين من إفريقيا (الاتحاد الإفريقي لكرة القدم)، و2 من أمريكا الشمالية/الوسطى (CONCاتحاد أمريكا الشمالية والوسطى والكاريبي لكرة القدم)، و3 من أمريكا الجنوبية (أمريكا الجنوبية))، و1 من أوقيانوسيا (اتحاد أوقيانوسيا لكرة القدم)، و4 منتخبات متأهلة من أوروبا (الاتحاد الأوروبي لكرة القدم ).
| الاتحاد القاري                                                 | طريقة التأهل                                       | الفريق    |
| -------------------------------------------------------------- | -------------------------------------------------- | --------- |
| الاتحاد الآسيوي لكرة القدم (آسيا) (الدولة المضيفة + 3 منتخبات) | الدولة المضيفة                                     | الفلبين   |
| الاتحاد الآسيوي لكرة القدم (آسيا) (الدولة المضيفة + 3 منتخبات) | كأس آسيا لكرة الصالات للسيدات 2025                 |           |
| الاتحاد الآسيوي لكرة القدم (آسيا) (الدولة المضيفة + 3 منتخبات) |                                                    |           |
| الاتحاد الآسيوي لكرة القدم (آسيا) (الدولة المضيفة + 3 منتخبات) |                                                    |           |
| الاتحاد الإفريقي لكرة القدم (إفريقيا) (منتخبان)                | كأس الأمم الإفريقية لكرة الصالات للسيدات 2025      |           |
| الاتحاد الإفريقي لكرة القدم (إفريقيا) (منتخبان)                | كأس الأمم الإفريقية لكرة الصالات للسيدات 2025      |           |
| (أمريكا الوسطى، أمريكا الشمالية، والكاريبي) (منتخبان)          | بطولة كونكاكاف لكرة الصالات للسيدات 2025           |           |
| (أمريكا الوسطى، أمريكا الشمالية، والكاريبي) (منتخبان)          | بطولة كونكاكاف لكرة الصالات للسيدات 2025           |           |
| (أمريكا الجنوبية) (3 منتخبات)                                  | كوبا أمريكا لكرة الصالات للسيدات 2025              |           |
| (أمريكا الجنوبية) (3 منتخبات)                                  | كوبا أمريكا لكرة الصالات للسيدات 2025              |           |
| (أمريكا الجنوبية) (3 منتخبات)                                  | كوبا أمريكا لكرة الصالات للسيدات 2025              |           |
| (أوقيانوسيا) (منتخب واحد)                                      | كأس أمم أوقيانوسيا لكرة الصالات للسيدات 2024       | نيوزيلندا |
| الاتحاد الأوروبي لكرة القدم (أوروبا) (4 منتخبات)               | تصفيات كأس العالم لكرة الصالات للسيدات 2025 (UEFA) |           |
| الاتحاد الأوروبي لكرة القدم (أوروبا) (4 منتخبات)               | تصفيات كأس العالم لكرة الصالات للسيدات 2025 (UEFA) |           |
| الاتحاد الأوروبي لكرة القدم (أوروبا) (4 منتخبات)               | تصفيات كأس العالم لكرة الصالات للسيدات 2025 (UEFA) |           |
| الاتحاد الأوروبي لكرة القدم (أوروبا) (4 منتخبات)               | تصفيات كأس العالم لكرة الصالات للسيدات 2025 (UEFA) |           |

## الملاعب
ستُقام المباريات في عدة ملاعب، حيث يُخطط لإقامة مباراة واحدة على الأقل في مترو مانيلا. واعتبارًا من يناير 2024، هناك ملعبان معتمدان من الفيفا وفقًا للاتحاد الفلبيني لكرة القدم، وهما ملعبا باسيغ وفيكتوريا.
يتم النظر في ملعب فيل سبورتس أرينا في باسيج ليكون مكانًا لاستضافة مباريات الأدوار الإقصائية. كما يُنظر في استضافة المباريات أيضًا في مول أوف آسيا أرينا في باساي، وسمارت أرينا كوليسيوم في مدينة كويزون، وملعب نينوي أكينو في مانيلا.
كما يتم النظر في أماكن خارج مترو مانيلا، وتحديدًا في مترو سيبو وإيلويلو.
الملاعب المعتمدة
| المنطقة/المقاطعة  | المدينة  | الملعب                 | السعة  |
| ----------------- | -------- | ---------------------- | ------ |
| مترو مانيلا       | باسيغ    | فيل سبورتس أرينا       | 10,000 |
| نيغروس أوكسيدنتال | فيكتوريا | فيكتوريا سيتي كوليسيوم | 8,000  |

الملاعب قيد الدراسة
| المنطقة/المقاطعة | المدينة       | الملعب                   | السعة  |
| ---------------- | ------------- | ------------------------ | ------ |
| مترو مانيلا      | مدينة كويزون  | مركز أرانيِتا             | 14,429 |
| مترو مانيلا      | باساي         | مول أوف آسيا أرينا       | 15,000 |
| سيبو             | مدينة سيبو    | مدينة سيسايد (ملعب جديد) | 16,000 |
| إيلويلو          | مدينة إيلويلو | صالة جامعة سان أوغستين   | —      |